# Armen (imię)
Armen – imię męskie pochodzenia ormiańskiego, wywodzi się z mitologii ormiańskiej. Skrócona forma imienia Armenak, które wyszło z użycia w XIX wieku. Żeński odpowiednik: Armenuhi (zdrobnienie: Armine lub Armina)